# Roma Rovers Football Club
Maillots
Le Roma Rovers Football Club est un club lésothien de football basé à Maseru, la capitale du pays.

## Historique
Fondé en 1970, à Maseru sous le nom de Maseru Rovers, le club compte à son palmarès un championnat, remporté en 1996 et trois Coupes du Lesotho.
Au niveau international, les titres acquis en championnat et en Coupe du Lesotho ont permis aux Rovers de participer aux compétitions continentales, sans obtenir de résultats probants.
Le déménagement du club vers l'Université du Lesotho, dans le quartier de Roma, entraîne le changement de nom du club, qui devient le Roma Rovers FC.

## Palmarès
- Championnat du Lesotho (1) :
  - Vainqueur : 1996

- Coupe du Lesotho (3) :
  - Vainqueur : 1981, 1982, 1995